# Munich (film)
Munich è un film storico del 2005 diretto da Steven Spielberg, interpretato da Eric Bana, Daniel Craig e dal premio Oscar Geoffrey Rush e basato sul libro Vendetta di George Jonas.

## Trama
(Prologo del film)
Monaco di Baviera, sede delle Olimpiadi estive del 1972. Sono le prime ore del 5 settembre. Un gruppo di otto palestinesi dall'aria sospetta, con indosso tute sportive e borsoni in mano, scavalca un'alta staccionata che cinge il villaggio olimpico. Il gruppo si ferma nel giardino e si cambia i vestiti, togliendosi quello che era effettivamente un travestimento per eludere ogni sorveglianza. Dopo essere riuscito a penetrare all'interno di un edificio, armato di mitra, il commando sfonda la porta delle residenze in cui dormono gli atleti israeliani: 11 di essi vengono aggrediti, 2 subito uccisi e gli altri 9 presi in ostaggio.
L'attenzione globale di radio e televisione segue il primo assalto terroristico dell'era mediatica, che si scopre compiuto dall'organizzazione palestinese Settembre Nero come rivalsa su Israele.
Mentre i popoli di tutto il mondo stanno col fiato sospeso, nell'incertezza sul destino degli ostaggi (alla fine anche i restanti 9 rimarranno uccisi, così come 5 terroristi e un poliziotto tedesco occidentale), il primo ministro israeliano Golda Meir decide di vendicare i primi ebrei assassinati in terra tedesca dai tempi dello Shoah e incarica così i vertici del Mossad di dare inizio alla missione in codice denominata "operazione Ira di Dio", al fine di eliminare fisicamente - nelle principali città d'Europa e del Vicino Oriente - 11 alti esponenti palestinesi che si ritengono in qualche modo implicati nell'attentato come organizzatori e mandanti. Golda Meir convince un riluttante ufficiale del Mossad, Avner Kaufmann, a presiedere il commando che dovrà recarsi in diverse città d'Europa per stanare ed eliminare i terroristi arabi; il gruppo è composto, oltre che da Avner, da Steve, Carl, Robert e Hans.
La squadra si reca così dapprima a Roma, poi a Parigi, tuttavia di fronte agli omicidi di Stato la CIA e il KGB finiscono col reagire intervenendo contro il Mossad, cioè Avner e i suoi uomini, alcuni dei quali vengono perciò eliminati (Carl, Robert e Hans).
Cresce intanto in Avner in particolare il dubbio che gli eliminati abbiano in effetti avuto qualcosa a che vedere con i fatti di Monaco 1972. Avner infatti comincia a sospettare che il suo gruppo (ormai ridotto da cinque agenti speciali a due) sia stato utilizzato strumentalmente in un complicato gioco di pedine tra opinione pubblica israeliana, fazioni palestinesi e controspionaggio internazionale. Solo alla fine, fatto ritorno in Israele con Steve dopo aver eliminato 6 palestinesi su 11, e dopo aver cercato di spiegare ai vertici del Mossad che, appena loro uccidono un obiettivo, questo è subito sostituito da qualcun altro, scoprirà che il cieco amore verso il proprio Paese in nome di un fanatico ideale politico gli ha fatto tradire e smarrire il senso di una più alta giustizia, rendendolo non molto dissimile dagli assassini di Monaco, e che il vero amore è quello che si riserva alla propria famiglia e ai propri cari. 

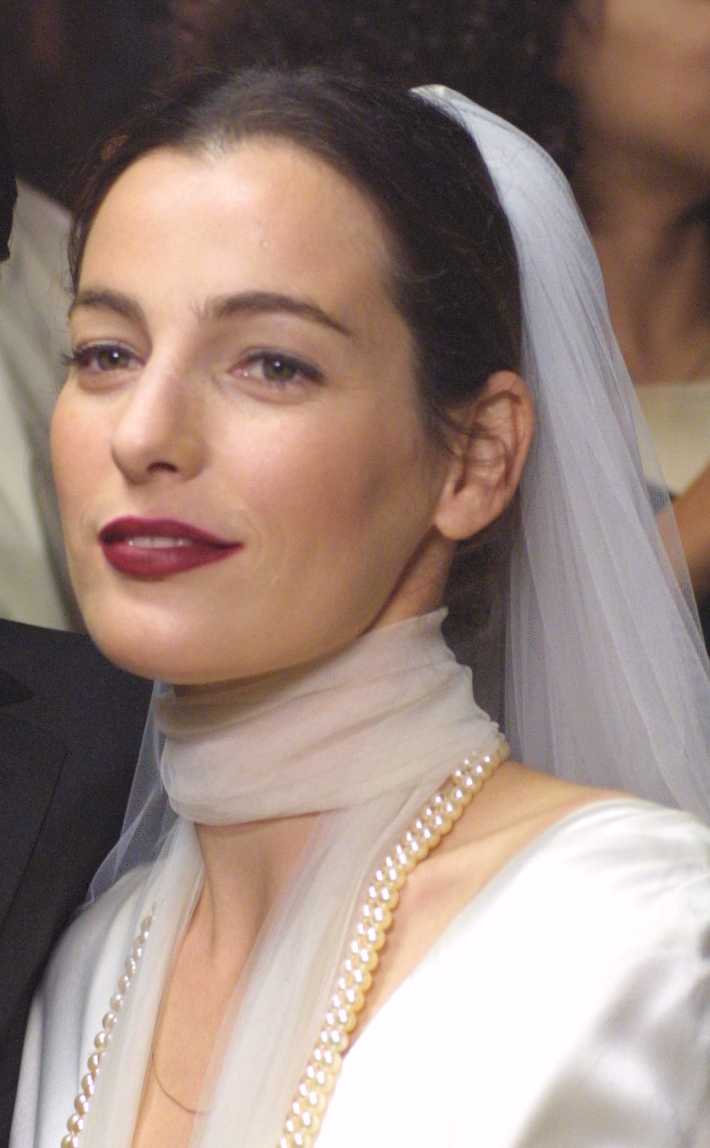
Ayelet Zurer nel dicembre 2002

Il film infatti finisce con la scena in cui Avner (sposato e con una figlia) ritrova la moglie negli Stati Uniti e torna ad avere con lei un rapporto sessuale, mentre nel frattempo vengono mostrate le immagini della conclusione dei fatti di Monaco, con l'uccisione dei restanti 9 atleti all'aeroporto. In un ultimo dialogo con Ephraim, anch'egli membro del Mossad, Avner trova conferma che le persone che ha contribuito a uccidere probabilmente non erano responsabili di quanto accaduto. Al termine del dialogo Avner si allontana sullo sfondo di una New York ancora caratterizzata dalla presenza delle Torri Gemelle: il protagonista sembra voltarsi nella loro direzione, come un presagio di quello che accadrà alcuni anni dopo.

## Produzione

### Sceneggiatura
La sceneggiatura del film è stata adattata dal vincitore del premio Pulitzer Tony Kushner, insieme a Eric Roth, dal libro-inchiesta Vendetta (Vengeance: The True Story of an Israeli Counter-Terrorist Team) del giornalista canadese George Jonas.

### Location
Sebbene il film sia ambientato in almeno otto nazioni o città diverse (Monaco di Baviera, Israele, Francia, Roma, Cipro, Beirut, Atene e Paesi Bassi, oltre al finale negli Stati Uniti), gli esterni sono stati girati quasi esclusivamente in Ungheria ed a Malta. Uno studio su luci e colori è stato preventivamente effettuato, per dare a ogni luogo la caratterizzazione desiderata.
Israele
- La passeggiata di Avner e Ephraim sul lungomare di Tel Aviv è girata a Sliema, Malta. Sono riconoscibili la costa rocciosa, i palazzi del lungomare e i tipici autobus maltesi, sebbene camuffati con scritte israeliane.

Roma
- L'uccisione dello scrittore Abdel Wael Zwaiter avvenne realmente a Roma, dove risiedeva in quanto traduttore in italiano di autori mediorientali. Per il Mossad era considerato uno dei membri di Settembre Nero, anche se l'OLP e lo scrittore Alberto Moravia, suo carissimo amico, hanno puntualmente negato ogni suo coinvolgimento.
- La prima scena romana è girata nella centrale Republic Square della capitale maltese La Valletta. Il palazzo sullo sfondo è la locale Biblioteca nazionale, dove si riconosce la statua dedicata alla regina Vittoria.
- Nel film lo scrittore tiene una conferenza in una via centrale di Roma, tra dei palazzi in stile inizio Novecento, che può ricordare vagamente via dei Sabini, presso l'attuale galleria Alberto Sordi. Invero si tratta di una strada a ridosso della cattedrale di Budapest.
- L'autore fu ucciso nell'atrio davanti all'ascensore della sua abitazione in piazza Annibaliano, nel quartiere Trieste, dai casamenti e dallo stile di edilizia popolare anni trenta, dissimile dal palazzo in stile primo Novecento della scena.
- Lo scrittore ucciso cade prono su delle buste della spesa ma nella scena successiva appare giacere supino e fumante per i colpi di pistola all'addome.
- Zwaiter, al momento dell'omicidio, aveva 38 anni, ma l'attore che l'interpreta (Makram Khoury), al tempo delle riprese, era già sessantenne.
- Le targhe delle auto sono quadrate con fondo nero come all'epoca ma hanno la grafia delle vecchissime targhe francesi[1].
- La sequenza del loro incontro dopo l'esecuzione, è stata girata a Malta nella città di Rabat, sebbene rappresenti una cittadina fuori della capitale, come suggerito dal tricolore nelle strade[2] e dall'auto Alfa Romeo Giulia guidata da Daniel Craig.[3] All'angolo del palazzo con il tricolore, per rendere più credibile la scenografia, è appesa una insegna Sali e Tabacchi, con la T maiuscola bianca su sfondo nero.
- Ricorrente poster pubblicitario della Invernizzi con la celebre immagine del salumiere in camicia bianca.

Parigi
- La scena parigina è stata girata nell'elegante quartiere Terézváros a Budapest. Si nota un'affissione muraria della locandina del film Trappola per un lupo (Docteur Popaul) di Claude Chabrol, un successo internazionale del 1972 interpretato da Jean-Paul Belmondo, Laura Antonelli e Mia Farrow.

Cipro
- Anche le scene ambientate a Cipro sono state girate a Malta. L'hotel "Olympic" è in realtà l'hotel Primera che si trova nella località di Buġibba. Il peschereccio su cui si ritrovano dopo l'esplosione si trova nel porticciolo maltese di Marsaxlokk.

Beirut
- La cruenta spedizione notturna nella capitale libanese - scena girata nel porto maltese di Cospicua - si tinge di grottesco in quanto, per eludere la sorveglianza, i membri del commando si servirono di un improbabile travestimento femminile, carenza probabilmente colmata dal buio. Tra questi vi era il futuro primo ministro israeliano Ehud Barak, allora ufficiale dei corpi speciali Sayeret Matkal. In una sua intervista all'epoca dell'uscita del film, raccontava di come sua moglie avesse scoperto in casa la parrucca e gli abiti femminili. Non potendo dare spiegazioni, preferì farsi credere dedito al travestitismo.

Atene
- La scena della bomba nell'albergo è stata girata a Malta e precisamente a La Valletta[4]; anche in queste scene, se si osserva con attenzione si vede passare la sagoma inconfondibile di un tradizionale bus giallo maltese. Inoltre erroneamente per la Grecia le auto hanno la guida a destra e circolano sulla corsia di sinistra.

Londra
- Le scene nell'hotel di Londra sono state girate a Budapest all'hotel Marriott.

New York
- La scena finale mostra un panorama di Manhattan con le Torri Gemelle appena completate, un artificio grafico digitale.

## Polemiche
Alcuni recensori criticarono Munich per quello che loro definirono "mettere sullo stesso piano i sicari israeliani e i terroristi". Leon Wieseltier scrisse su The New Republic: "Ancora peggio, Munich predilige una discussione sull'anti-terrorismo a una discussione sul terrorismo; o pensa che sono la stessa cosa".
Melman e altri critici del libro dal quale il film è stato tratto dissero che la premessa della storia, con degli agenti israeliani che hanno dubbi e ripensamenti sul proprio lavoro, non è supportata da interviste o dichiarazioni pubbliche. In un'intervista con la Reuters, il dirigente in pensione della Israeli Security Agency Shin Bet ed ex ministro per la sicurezza nazionale, Avi Dichter, paragonò Munich a un racconto d'avventura per bambini: «Non c'è paragone tra ciò che vedi nel film e come funziona nella realtà». Sul numero della rivista Time del 4 dicembre 2005, Spielberg disse che la fonte del film ha avuto dei ripensamenti sulle sue azioni. «C'è qualcosa di straziante nell'uccidere persone a distanza ravvicinata», ha detto Spielberg. «È destinato a mettere a dura prova l'anima di un uomo». Del vero Avner, Spielberg aggiunse: «Non credo che troverà mai pace»».
La Zionist Organization of America (ZOA), descrivendosi come "la più antica e una delle più grandi organizzazioni filo-israeliane e sioniste negli Stati Uniti", il 27 dicembre 2005 chiese il boicottaggio del film. La ZOA criticò le basi reali del film e rivolse critiche a uno degli sceneggiatori, Tony Kushner, descrivendolo come un "odiatore di Israele". Le critiche furono rivolte anche al direttore nazionale della Anti-Defamation League (ADL), Abraham Foxman, per il suo sostegno al film.
David Edelstein della rivista online Slate sostenne che "Il governo israeliano e molti commentatori conservatori e filo-israeliani hanno criticato il film per l'ingenuità, per aver insinuato che i governi non dovrebbero mai reagire. Ma un'espressione di incertezza e disgusto non è la stessa cosa di una denuncia totale. Ciò che Munich dice è che questo miope "occhio per occhio, dente per dente" può produrre una sorta di follia, sia individuale che collettiva."
Ilana Romano, vedova del sollevatore di pesi israeliano Yossef Romano, ucciso nell'attentato di Monaco, disse che Spielberg trascurò le implicazioni dovute all'affare Lillehammer, sebbene fosse ben conscio dell'omissione; il fotogramma nei titoli di testa del film mostra il nome "Lillehammer" in un montaggio di nomi di città, con "Monaco" che si staglia sulle altre. Il Jewish Journal scrisse che "il commando israeliano della vendetta è ossessionato dall'assicurarsi che vengano colpiti solo i propri bersagli e viene prestata meticolosa attenzione per evitare danni collaterali. Eppure in una sparatoria viene ucciso anche un uomo innocente... Le intense ripercussioni morali che gli agenti sperimentano mentre i cadaveri si accumulano costituiscono la sostanza del film."
Secondo Ronen Bergman, come riportato in Newsweek, è solo una leggenda metropolitana che gli agenti del Mossad abbiano dato la caccia e ucciso i responsabili dell'uccisione di undici atleti israeliani e di un poliziotto tedesco ai Giochi olimpici di Monaco '72; infatti la maggior parte delle persone coinvolte non fu mai uccisa o catturata. La maggior parte delle persone uccise dal Mossad non avevano nulla a che fare con le morti di Monaco. Si dice che il film era basato su un libro la cui fonte era un israeliano che affermava di essere l'assassino principale della squadra d'assalto, ma in realtà era un ispettore dei bagagli all'aeroporto di Tel Aviv.

## Riconoscimenti
- 2006 - Premio Oscar
  - Candidatura come Miglior film a Steven Spielberg, Kathleen Kennedy, Colin Wilson e Barry Mendel
  - Candidatura come Migliore regia a Steven Spielberg
  - Candidatura come Migliore sceneggiatura non originale a Tony Kushner e Eric Roth
  - Candidatura come Miglior montaggio a Michael Kahn
  - Candidatura come Miglior colonna sonora a John Williams
- 2006 - Golden Globe
  - Candidatura come Miglior film drammatico
  - Candidatura come Migliore regia a Steven Spielberg
  - Candidatura come Migliore sceneggiatura a Tony Kushner e Eric Roth

- 2006 - Kansas City Film Critics Circle Award
  - Miglior film
  - Migliore regia a Steven Spielberg
  - Migliore sceneggiatura non originale a Tony Kushner e Eric Roth
- 2006 - Broadcast Film Critics Association Award
  - Candidatura come Miglior film
  - Candidatura come Migliore regia a Steven Spielberg
- 2006 - Chicago Film Critics Association Award
  - Candidatura come Migliore regia a Steven Spielberg
  - Candidatura come Migliore fotografia a Janusz Kaminski
- 2005 - New York Film Critics Circle Award
  - Candidatura come Miglior attore non protagonista a Mathieu Amalric